# Acacia setulifera
Acacia setulifera är en ärtväxtart som beskrevs av George Bentham. Acacia setulifera ingår i släktet akacior, och familjen ärtväxter. Inga underarter finns listade i Catalogue of Life.